# Volvo V70
Volvo V70 – samochód osobowy klasy średniej-wyższej produkowany przez szwedzką markę Volvo w latach 1996–2016.

## Pierwsza generacja

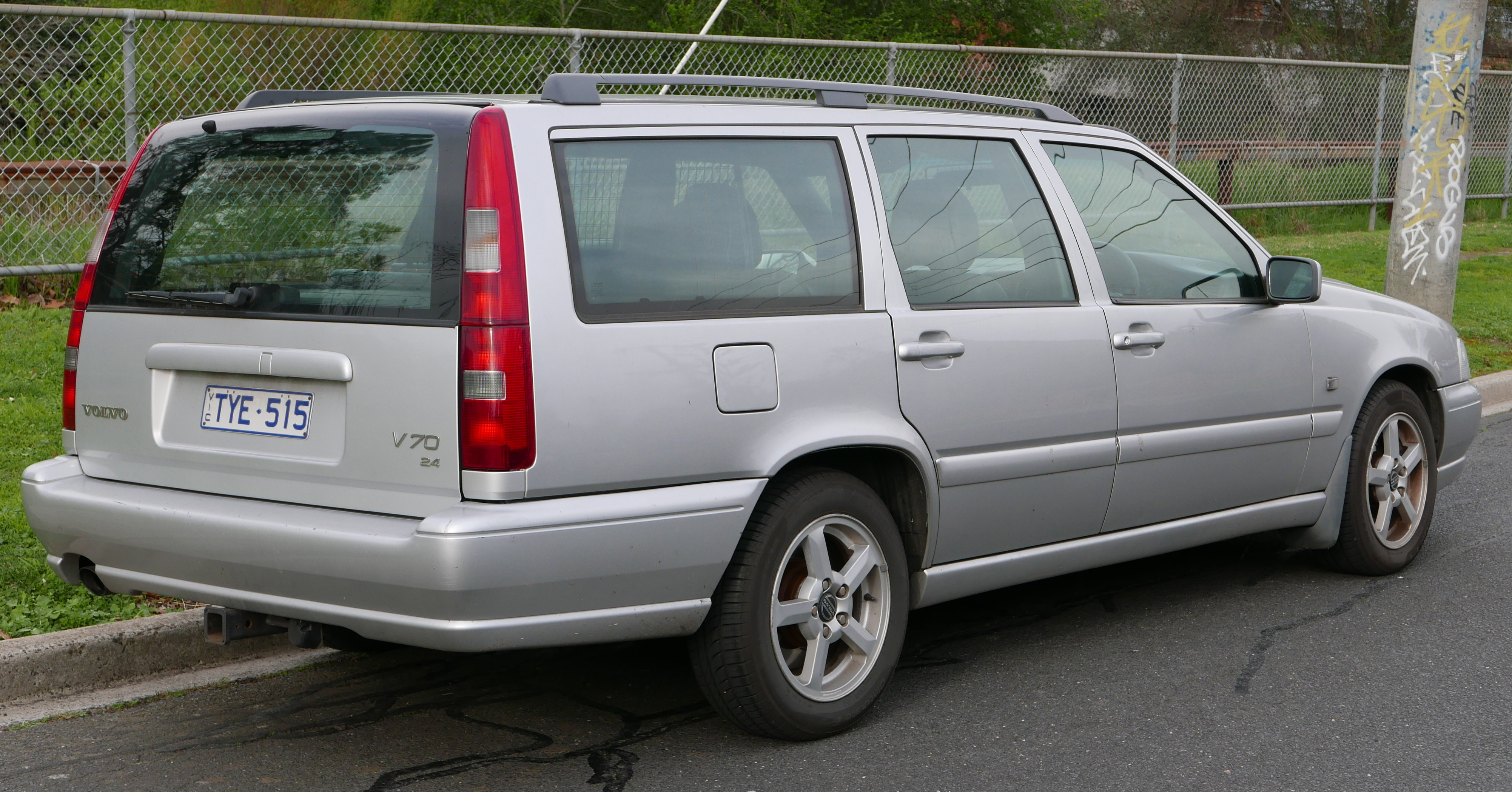
Volvo V70 I – tył

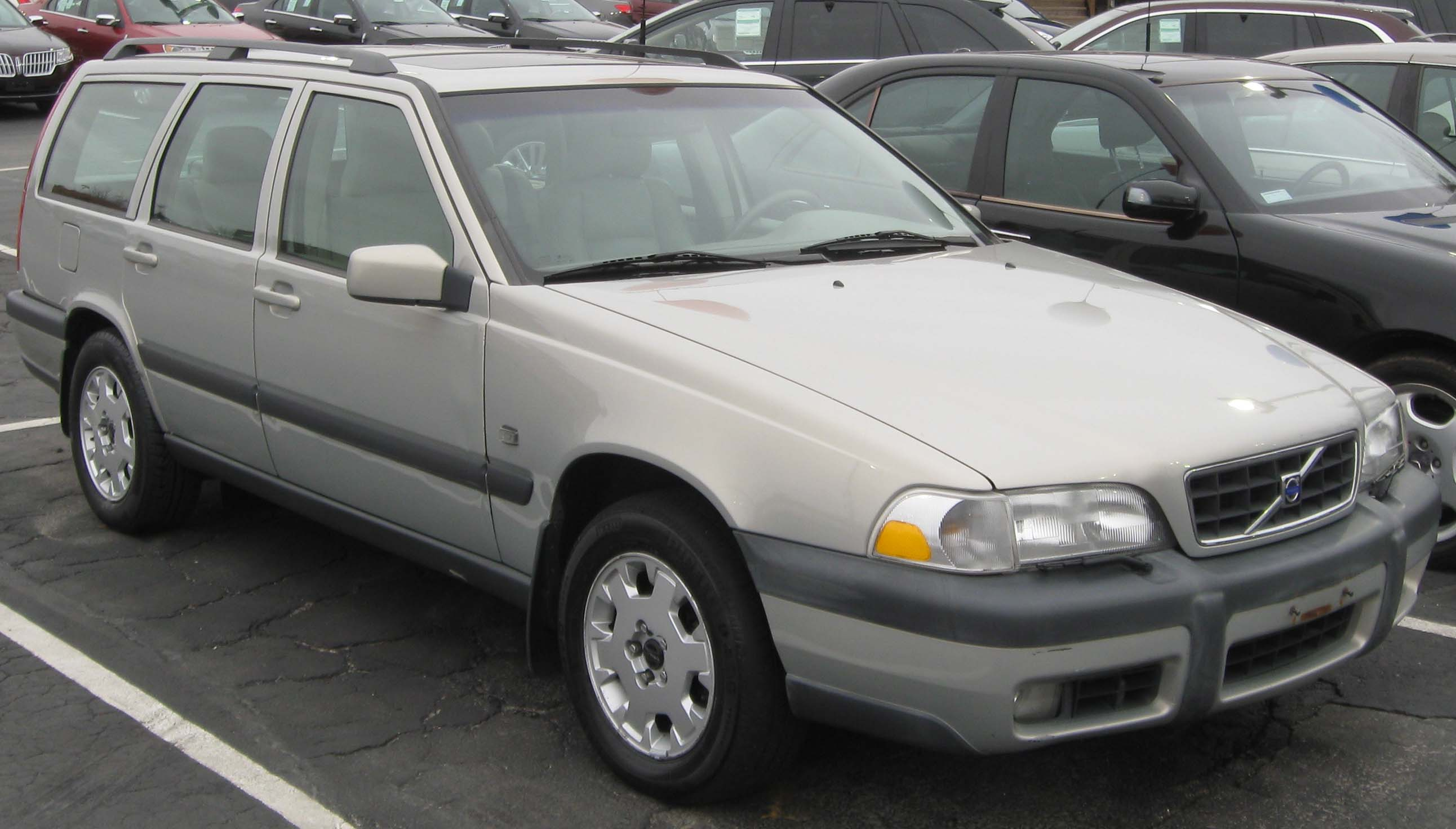
Volvo V70 Cross Country

Volvo V70 I zostało zaprezentowane po raz pierwszy w 1996 roku.
Samochód oferowano jako wersję kombi modelu S70. Pojazd został oparty na bazie swojego poprzednika – modelu 850. W stosunku do poprzednika, zmianom uległy głównie reflektory przednie oraz kierunkowskazy, a także stylistyka wnętrza, która z kanciastej przekształciła się w obłą.
Produkcja trwała jedynie 3 i pół roku, kiedy to z końcem 1999 roku przedstawiono następcę.

### Wyposażenie
Samochód wyposażony mógł być m.in. w system ABS, TRASC, aktywne zagłówki, 6 poduszki powietrzne oraz system SIPS, elektryczne sterowanie szyb, elektryczne sterowanie lusterek, komputer pokładowy, tempomat oraz dwustrefową klimatyzację, elektrycznie sterowany fotel kierowcy z pamięcią dla trzech ustawień.

### Silniki
| Silnik                         | Pojemność skokowa [cm³] | Moc maksymalna [KM]([kW]) przy obr./min | Maks. moment obrotowy [Nm] przy obr./min | Przyspieszenie 0–100 km/h [s] |                   |                   |                   |                   |                   |
| Silniki benzynowe              | Silniki benzynowe       | Silniki benzynowe                       | Silniki benzynowe                        | Silniki benzynowe             | Silniki benzynowe | Silniki benzynowe | Silniki benzynowe | Silniki benzynowe | Silniki benzynowe |
| ------------------------------ | ----------------------- | --------------------------------------- | ---------------------------------------- | ----------------------------- | ----------------- | ----------------- | ----------------- | ----------------- | ----------------- |
| 2.0 10V                        | 1984                    | 126 (93)                                | 170/4800                                 | 11,7 automat: 12,1            |                   |                   |                   |                   |                   |
| 2.5 10V                        | 2435                    | 144 (106)                               | 206/3300                                 | 10,2 automat: 10,6            |                   |                   |                   |                   |                   |
| 2.5 20V                        | 2435                    | 170 (125)                               | 220/3300                                 | 8,9 automat: 10,0             |                   |                   |                   |                   |                   |
| 2.0T                           | 1984                    | 180 (132)                               | 240/1800                                 | 8,2                           |                   |                   |                   |                   |                   |
| 2.5T                           | 2435                    | 193 (142)                               | 270/1800                                 | 7,8 automat: 8,2              |                   |                   |                   |                   |                   |
| T5 2.0                         | 1984                    | 230 (169)                               | 310/2700                                 | b.d.                          |                   |                   |                   |                   |                   |
| T5 2.3                         | 2319                    | 240 (177)                               | 330/2700                                 | b.d.                          |                   |                   |                   |                   |                   |
| 2.3 R                          | 2319                    | 250 (184)                               | 350/2700                                 | 6,8 AWD: 7,3                  |                   |                   |                   |                   |                   |
| 2.3 R                          | 2319                    | 240 (177)                               | 330/2700                                 | b.d.                          |                   |                   |                   |                   |                   |
| 2.3 R                          | 2319                    | 250 (184)                               | 350/2400                                 | b.d.                          |                   |                   |                   |                   |                   |
| 2.4 R                          | 2435                    | 265 (195)                               | 400/2500                                 | b.d.                          |                   |                   |                   |                   |                   |
| Silniki wysokoprężne           |                         |                                         |                                          |                               |                   |                   |                   |                   |                   |
| 2.5 TDI                        | 2461                    | 140 (103)                               | 290/1900                                 | b.d.                          |                   |                   |                   |                   |                   |
| Silnik napędzany gazem ziemnym |                         |                                         |                                          |                               |                   |                   |                   |                   |                   |
| 2.4 BiFuel                     | 2435                    | 144 (106)                               | 206/3300                                 | b.d.                          |                   |                   |                   |                   |                   |

## Druga generacja

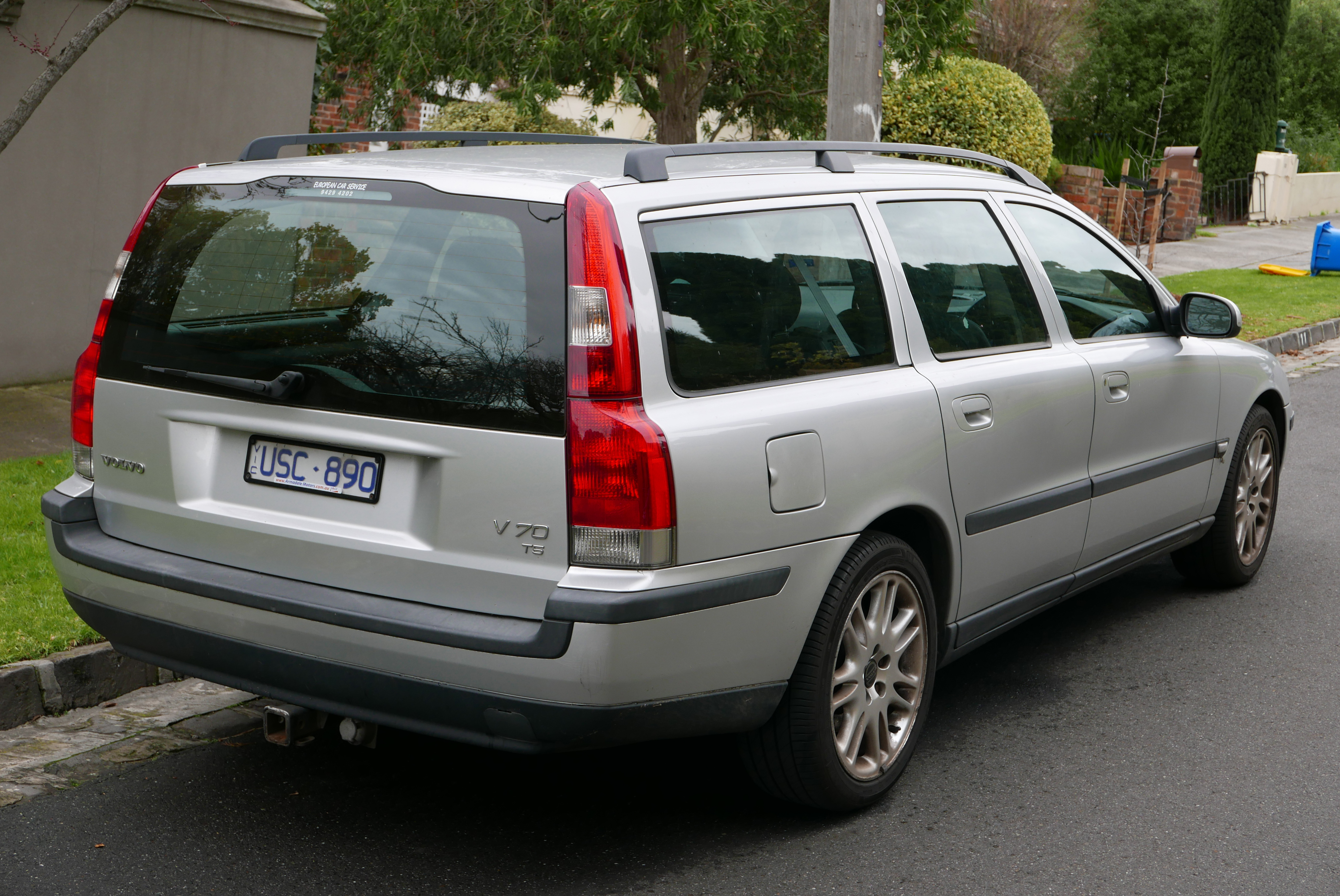
Volvo V70 II - tył

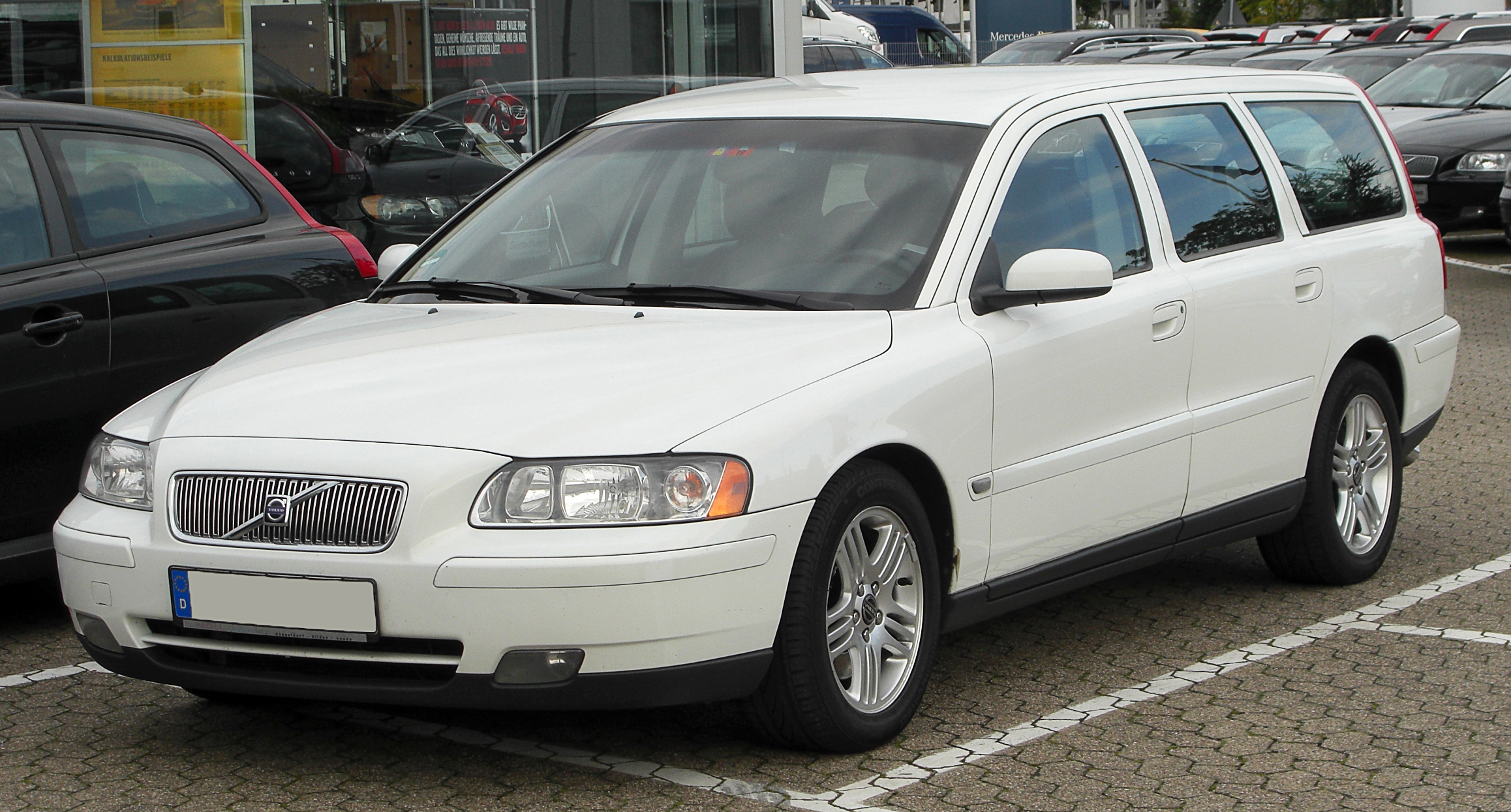
Volvo V70 II po liftingu

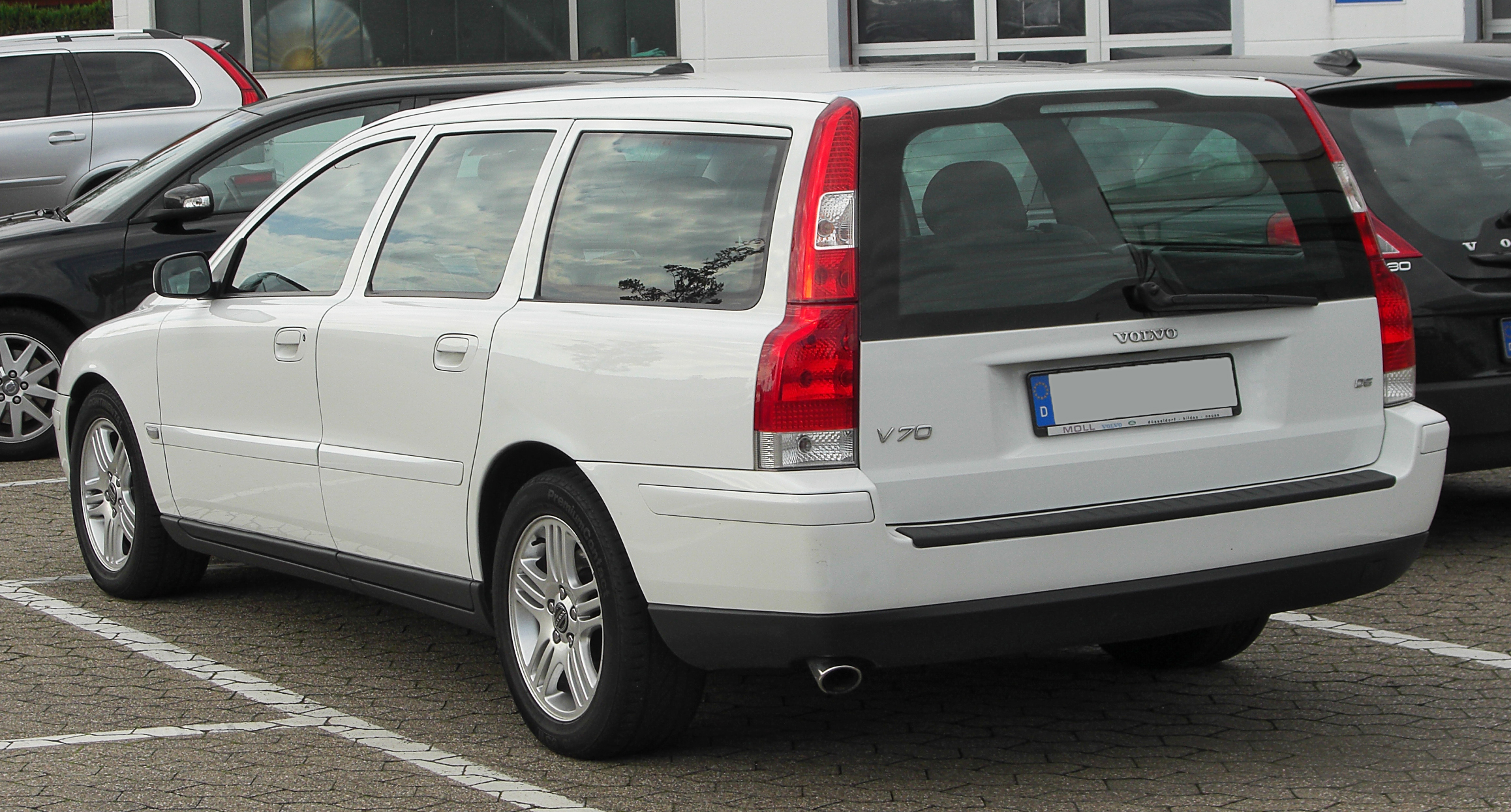
Volvo V70 II - tył po liftingu

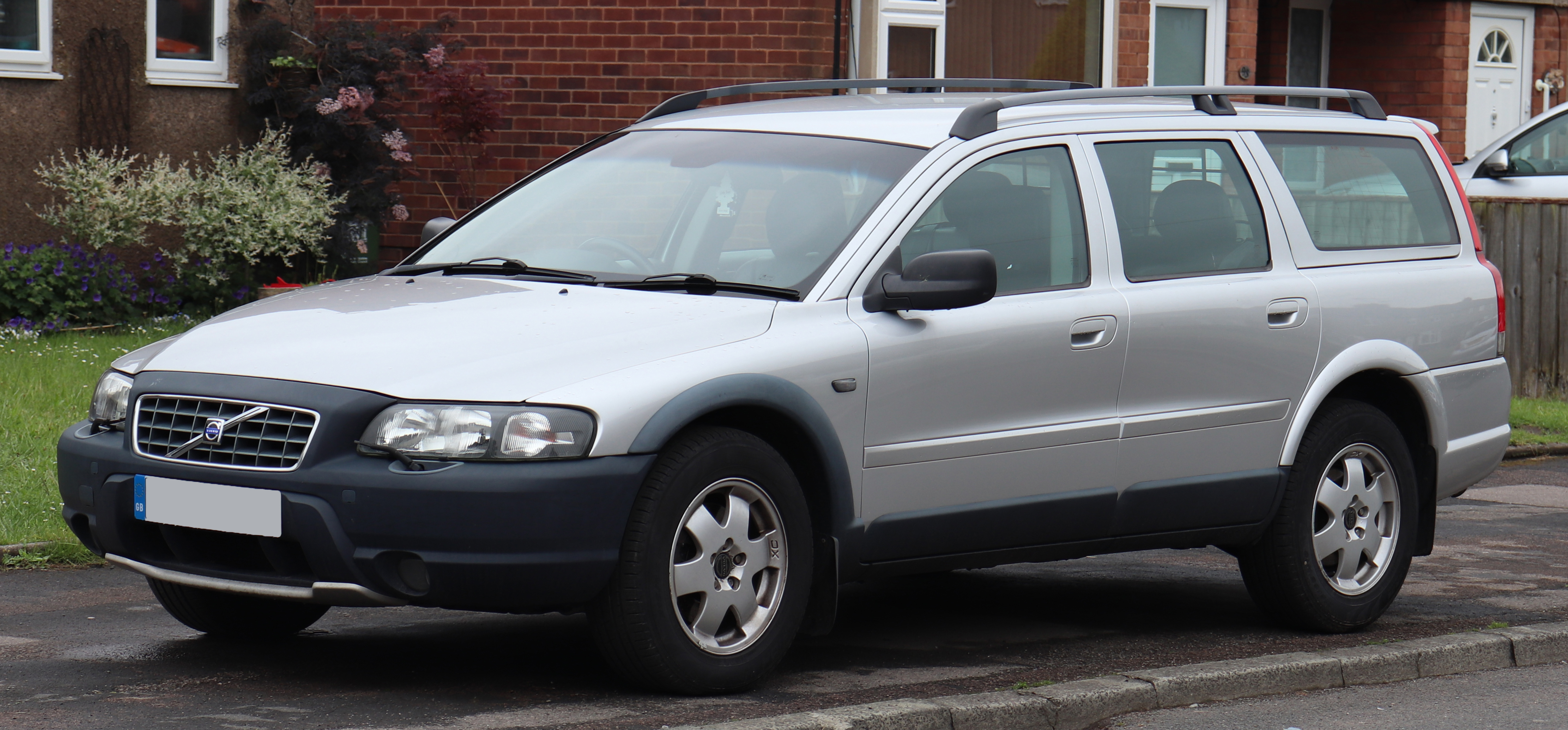
Volvo XC70 I

Volvo V70 II zostało zaprezentowane po raz pierwszy w 1999 roku.
Pojazd został zbudowany na bazie płyty podłogowej P2, która wykorzystana została do stworzenia modelu S80, a także innych modeli amerykańskiego koncernu Ford Motor Company. W przeciwieństwie do poprzednika, z nadwozia pojazdu zniknęły ostre krawędzie z zachowaniem charakterystycznych elementów tj. chromowana, gęsto żebrowana atrapa chłodnicy oraz pionowe światła tylne.
W 2005 roku auto przeszło face lifting. Zmienione zostały m.in. przednie reflektory oraz m.in. koło kierownicy.

### Wersje
- Ocean Race
- R
- Summum

Standardowe wyposażenie pojazdu obejmuje m.in. system ABS, system kontroli trakcji, 6 poduszek powietrznych, klimatyzację, alarm, wskaźnik temperatury zewnętrznej, zamek centralny, elektryczne sterowanie szyb, skórzaną kierownicę oraz dźwignię zmiany biegów, immobilizer, alufelgi oraz podłokietnik. Opcjonalnie auto wyposażone może być także m.in. w tempomat, klimatyzację automatyczną, skórzaną tapicerkę, telefon satelitarny, telewizor, podgrzewane przednie fotele, elektrycznie sterowane fotele przednie, wycieraczki reflektorów oraz komputer po1kładowy.

### Silniki
| Silnik                               | Pojemność skokowa [cm³] | Moc maksymalna [KM]([kW]) przy obr./min | Maks. moment obrotowy [Nm] przy obr./min |                   |                   |                   |                   |                   |                   |
| Silniki benzynowe                    | Silniki benzynowe       | Silniki benzynowe                       | Silniki benzynowe                        | Silniki benzynowe | Silniki benzynowe | Silniki benzynowe | Silniki benzynowe | Silniki benzynowe | Silniki benzynowe |
| ------------------------------------ | ----------------------- | --------------------------------------- | ---------------------------------------- | ----------------- | ----------------- | ----------------- | ----------------- | ----------------- | ----------------- |
| 2.0T                                 | 1984                    | 163 (120)                               | 240/2200-4800                            |                   |                   |                   |                   |                   |                   |
| 2.0T                                 | 1984                    | 180 (132)                               | 240/2200-5000                            |                   |                   |                   |                   |                   |                   |
| 2.4                                  | 2435                    | 140 (103)                               | 220/3300                                 |                   |                   |                   |                   |                   |                   |
| 2.4                                  | 2435                    | 170 (125)                               | 230/4500                                 |                   |                   |                   |                   |                   |                   |
| 2.4                                  | 2435                    | 170 (125)                               | 225/4500                                 |                   |                   |                   |                   |                   |                   |
| 2.4T                                 | 2435                    | 200 (147)                               | 285/1800-5000                            |                   |                   |                   |                   |                   |                   |
| 2.5T                                 | 2521                    | 210 (154)                               | 320/1500-4500                            |                   |                   |                   |                   |                   |                   |
| T5                                   | 2319                    | 250 (184)                               | 330/2400-5200                            |                   |                   |                   |                   |                   |                   |
| T5                                   | 2401                    | 260 (191)                               | 350/2100-5000                            |                   |                   |                   |                   |                   |                   |
| 2.5 R                                | 2521                    | 300 (221)/5500                          | 350/1800-6000                            |                   |                   |                   |                   |                   |                   |
| 2.5 R                                | 2521                    | 300 (221)/5500                          | 400/1950-5250                            |                   |                   |                   |                   |                   |                   |
| Silniki wysokoprężne                 |                         |                                         |                                          |                   |                   |                   |                   |                   |                   |
| 2.5 TDI                              | 2461                    | 140 (103)                               | 290/1900                                 |                   |                   |                   |                   |                   |                   |
| 2.4D                                 | 2401                    | 130 (96)/4000                           | 280/1750-3000                            |                   |                   |                   |                   |                   |                   |
| D5                                   | 2401                    | 163 (120)/4000                          | 340/1750-3000                            |                   |                   |                   |                   |                   |                   |
| 2.4D                                 | 2400                    | 126 (93)/4000                           | 300/1750-2250                            |                   |                   |                   |                   |                   |                   |
| 2.4D                                 | 2400                    | 163 (120)/4000                          | 340/1750-2750                            |                   |                   |                   |                   |                   |                   |
| D5                                   | 2400                    | 185 (136)/4000                          | 400/2000-2750                            |                   |                   |                   |                   |                   |                   |
| Silnik napędzany gazem ziemnym i LPG |                         |                                         |                                          |                   |                   |                   |                   |                   |                   |
| 2.4 Bi-Fuel CNG                      | 2435                    | 140 (103)/5800                          | 192/4500                                 |                   |                   |                   |                   |                   |                   |
| 2.4 Bi-Fuel LPG                      | 2435                    | 140 (103)/5100                          | 214/4500                                 |                   |                   |                   |                   |                   |                   |

## Trzecia generacja

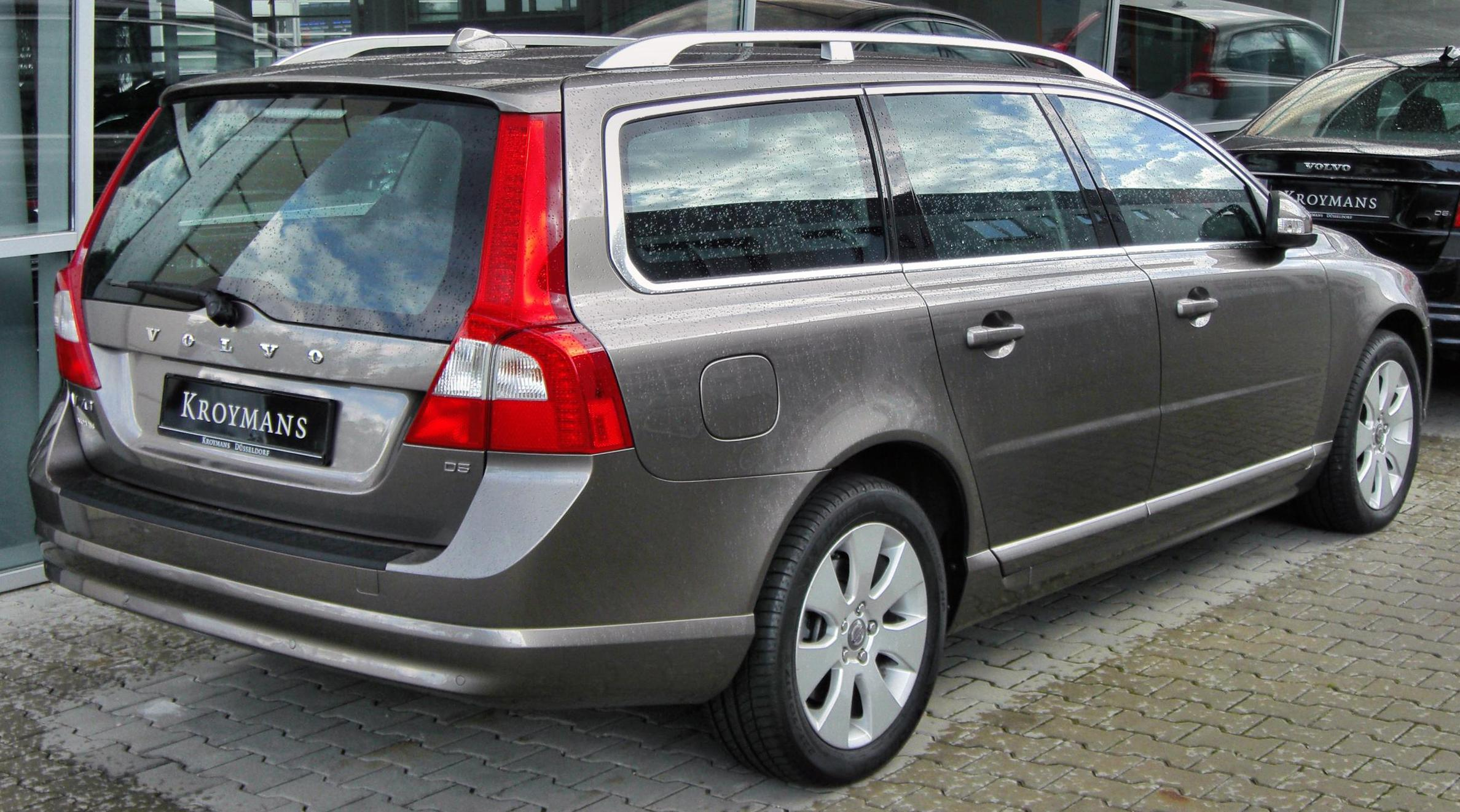
Volvo V70 III - tył

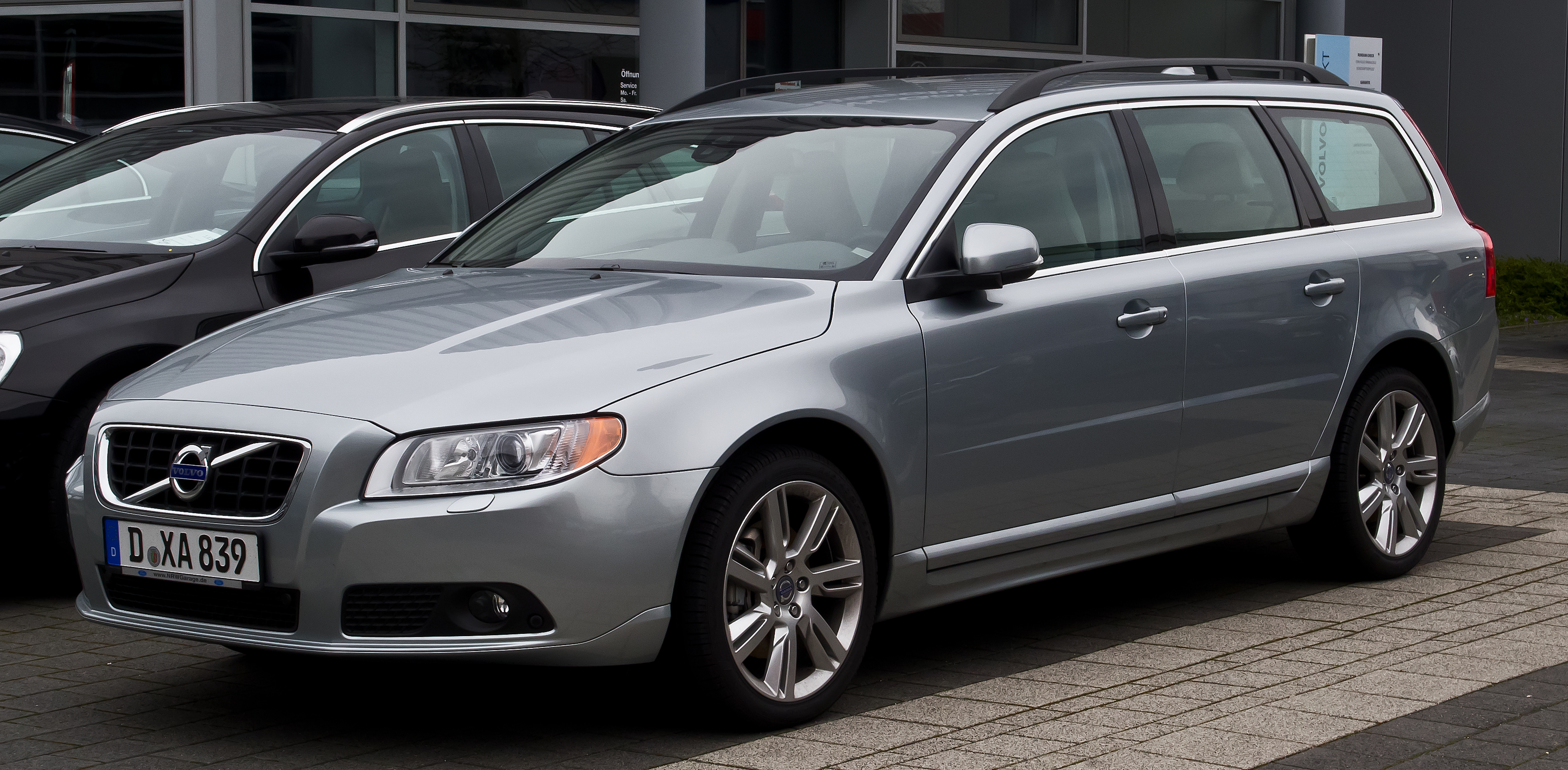
Volvo V70 III po liftingu

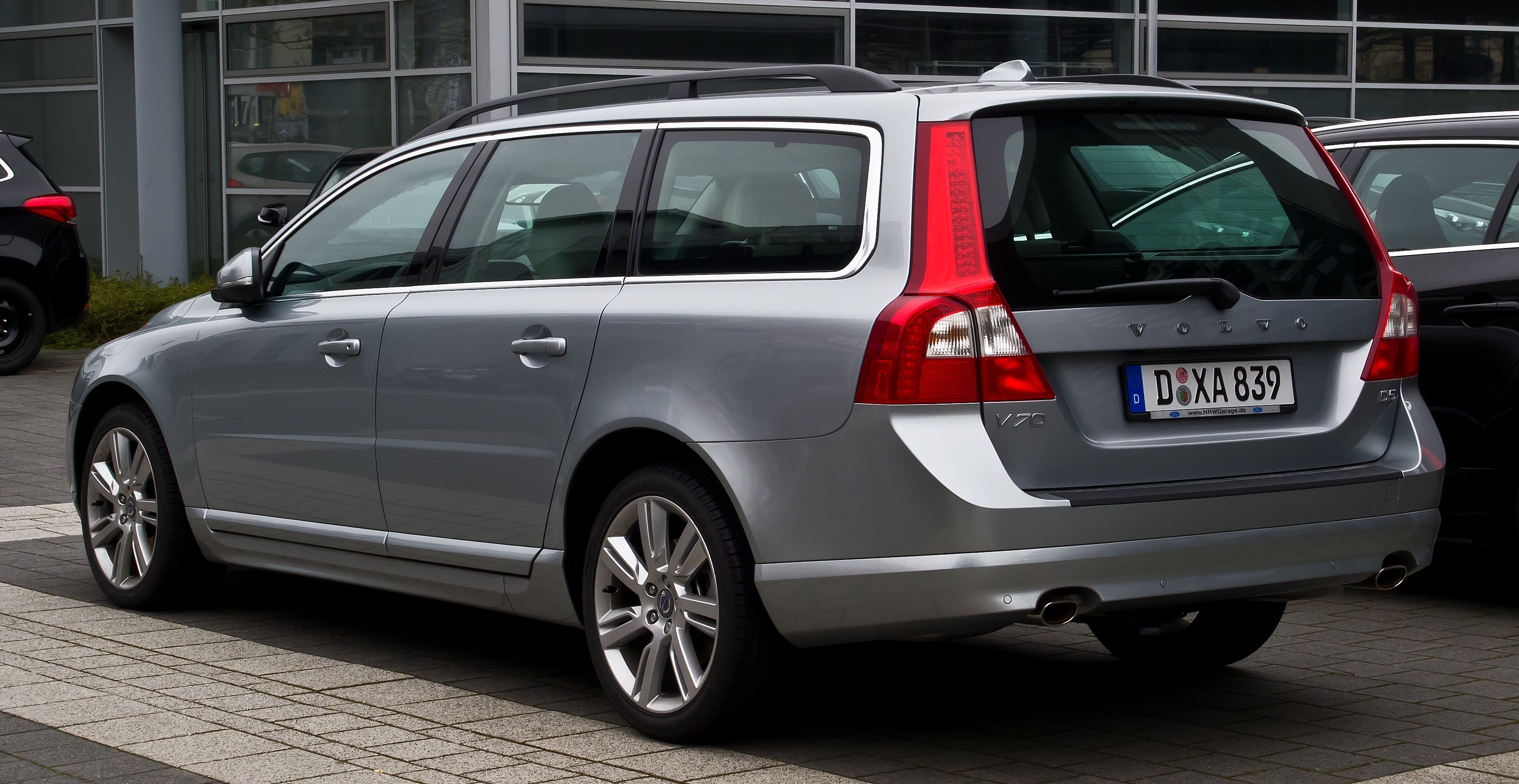
Volvo V70 III - tył po liftingu

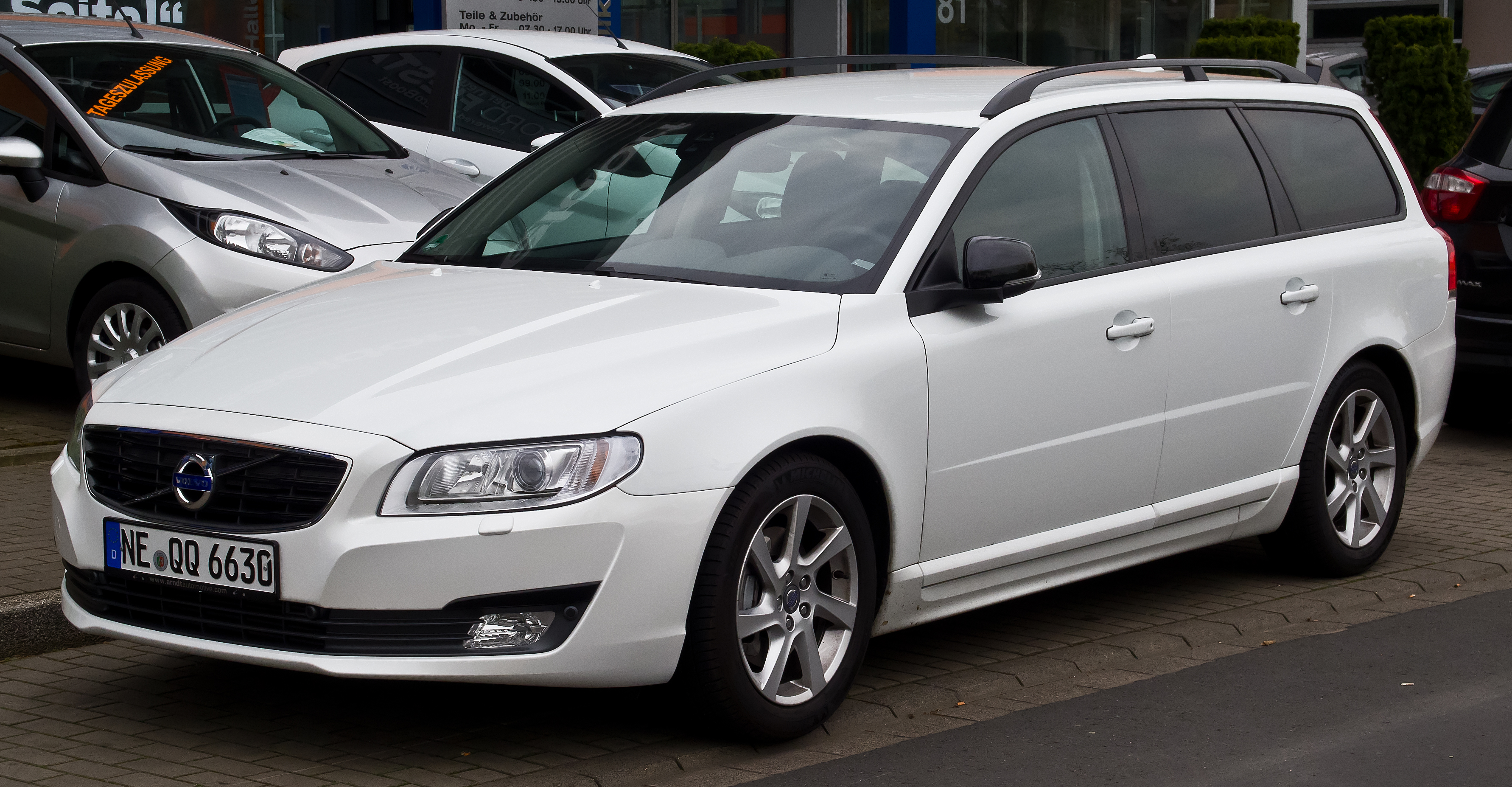
Volvo V70 III po drugim liftingu

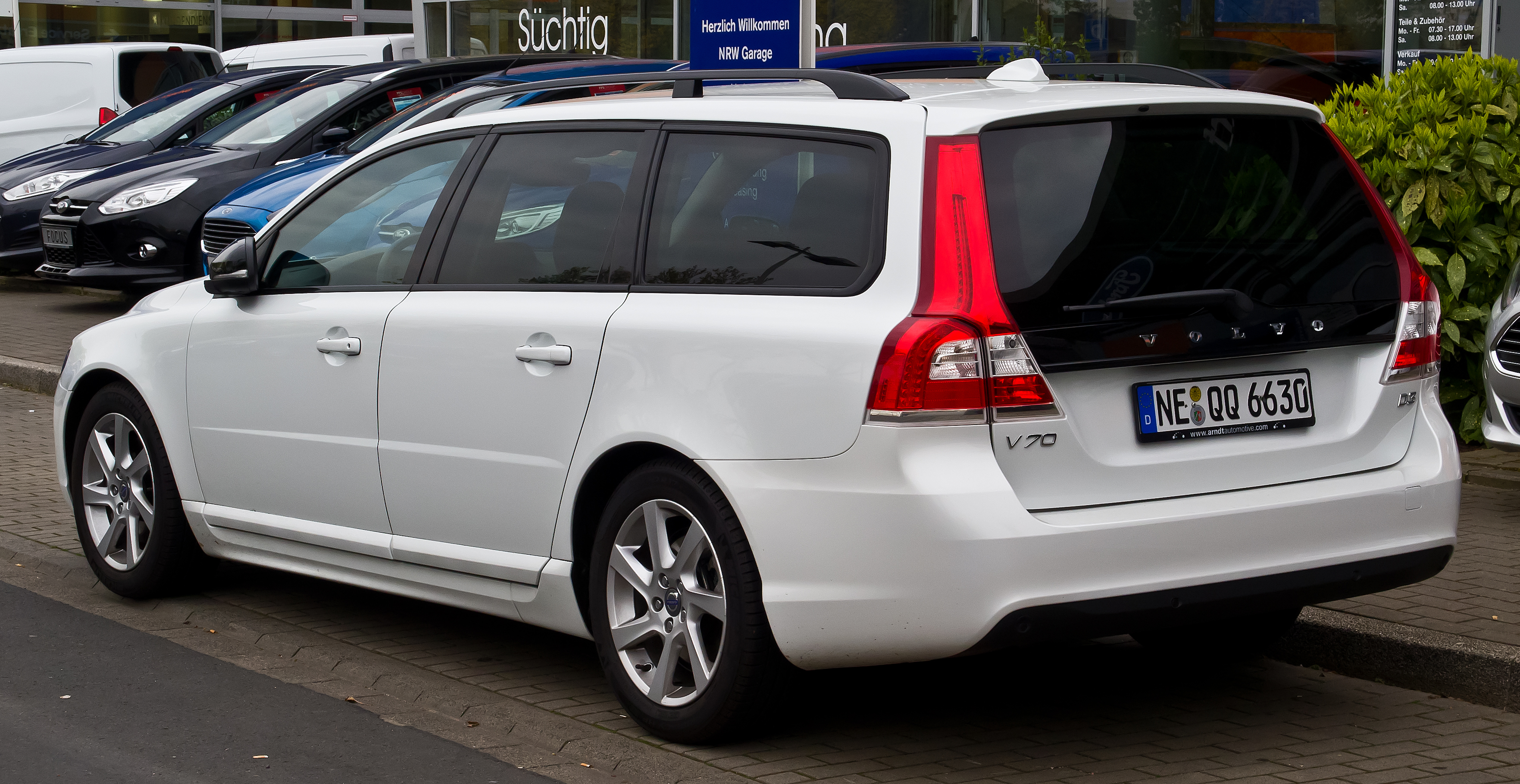
Volvo V70 III - tył po drugim liftingu

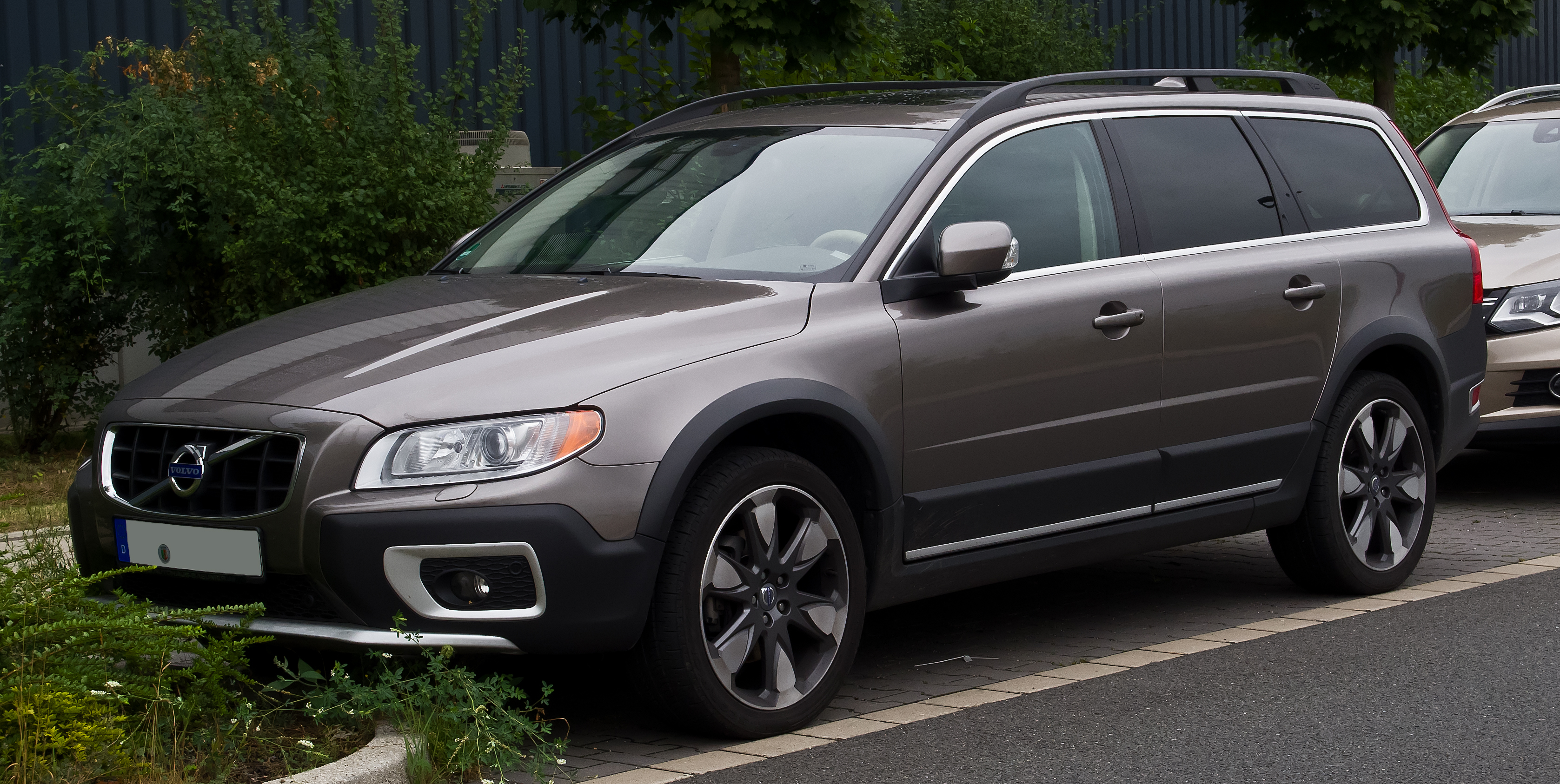
Volvo XC70 II

Volvo V70 III zostało zaprezentowane po raz pierwszy w 2007 roku.
Samochód został po raz pierwszy zaprezentowany podczas targów motoryzacyjnych w Genewie w 2007 roku. Auto zostało zbudowane na bazie amerykańskiej płyty podłogowej należącej do koncernu Ford Motor Company Y20, która posłużyła do budowy m.in. Volvo S80, Forda Mondeo oraz Land Rover Freelander. W 2009 roku zmieniona została paleta jednostek napędowych, na zewnątrz pojawił się grill z nowym większym logo, a we wnętrzu zmieniono tunel środkowy oraz koło kierownicy wraz z poduszką powietrzną. W 2011 roku przestylizowane zostały lusterka z kierunkowskazami wykonanymi z diod LED, we wnętrzu pojazdu przeprojektowana została konsola środkowa oraz oświetlenie, wyposażenie standardowe wzbogacone zostało o Pedestrian Detection, technologię City Safety i poprawiony system adaptacyjnego tempomatu a także możliwość zamówienia opcjonalnej przedniej szerokokątnej kamery. Przy okazji liftingu zaprezentowany został nowy system nawigacji satelitarnej oraz kilka systemów bezpieczeństwa z modelu XC60.
W 2013 roku auto przeszło delikatny lifting na rok modelowy 2014. Zmodernizowano m.in. reflektory (światło pozycyjne wykonane w technologii led), pas przedni z nową atrapą chłodnicy, zderzakiem i lampami do jazdy dziennej, które zastąpiły halogeny. We wnętrzu pojazdu zastosowane zostały nowe, elektronicznie zegary. W 2014 roku w ofercie XC70 po raz pierwszy w historii pojawiła się wersją z napędem jedynie na przednią oś, a pod maską pojawiły się nowe, 4-cylindrowe, 2-litrowe silniki z rodziny Drive-E.
Na początku 2016 roku zaprezentowano następcę pojazdu – model V90.

### Wersje wyposażeniowe
- Kinetic
- Momentum
- Summum
- Summum Inscription
- R-Design
- Ocean Race

Standardowe wyposażenie podstawowej wersji pojazdu obejmuje m.in. 6 poduszek powietrznych, ABS, system kontroli trakcji DSTC, dwupłaszczyznową regulację kolumny kierownicy, elektrycznie sterowane szyby we wszystkich drzwiach, automatyczną klimatyzację dwustrefową, a także system SIPS i WHIPS, elektroniczny hamulec postojowy, oparcia przednich siedzeń regulowane w odcinku lędźwiowym, radio CD, centralny zamek, komputer pokładowy, skórzane pokrycie kierownicy i gałki zmiany biegów, światła przeciwmgielne oraz 16' obręcze ze stopów lekkich i fotochromatyczne lusterko wsteczne.
Samochód można wyposażyć opcjonalnie między innymi w wysokiej jakości sprzęt audio przygotowany wspólnie z duńską firmą Dynaudio, nawigację satelitarną z obsługą płyt DVD, elektrycznie sterowane fotele z pamięcią ustawień, czujniki parkowania, deszczu lub skórzaną tapicerkę, a także system BLIS, który ostrzega kierowcę o obiekcie znajdującym się w martwym polu lusterek, adaptacyjne reflektory ksenonowe.

### Silniki
| Silnik               | Pojemność skokowa [cm³] | Typ silnika       | Moc maksymalna [KM]([kW]) przy obr./min | Maks. moment obrotowy [Nm] przy obr./min | Przyspieszenie 0-100 km/h [s] | Prędkość maks. km/h |                   |                   |                   |
| Silniki benzynowe    | Silniki benzynowe       | Silniki benzynowe | Silniki benzynowe                       | Silniki benzynowe                        | Silniki benzynowe             | Silniki benzynowe   | Silniki benzynowe | Silniki benzynowe | Silniki benzynowe |
| -------------------- | ----------------------- | ----------------- | --------------------------------------- | ---------------------------------------- | ----------------------------- | ------------------- | ----------------- | ----------------- | ----------------- |
| 2.0                  | 1999                    | R4                | 145 (107)/6000                          | 185/4500                                 | 11,6                          | 205                 |                   |                   |                   |
| T4                   | 1595                    | R4                | 180 (132)/6000                          | 240/1600                                 | 8,5                           | 210                 |                   |                   |                   |
| 2.0 T                | 1999                    | R4                | 203 (149)/6000                          | 300/1750-4000                            | 7,9                           | 235                 |                   |                   |                   |
| 2.5 T                | 2521                    | R5                | 200 (147)/4800                          | 300/1500                                 | 7,7                           | 235                 |                   |                   |                   |
| 2.5 T                | 2521                    | R5                | 231 (170)/4800                          | 340/1750-4800                            | 7,4                           | 240                 |                   |                   |                   |
| T5                   | 1969                    | R4                | 245 (180)/5500                          | 350/1500-4800                            | 6,7                           | 230                 |                   |                   |                   |
| T5                   | 1984                    | R5                | 213 (156)/6000                          | 300/2700-5000                            | 6.9                           | 230                 |                   |                   |                   |
| 3.2                  | 3192                    | R6                | 243 (173)/6200 243 (173)/6400           | 320/3200                                 | 7,9                           | 235 AWD: 230        |                   |                   |                   |
| T6                   | 2953                    | R6                | 285 (210)/5600                          | 400/1500                                 | 6,9                           | 250                 |                   |                   |                   |
| T6                   | 2953                    | R6                | 304 (224)/5600                          | 440/2100-4200                            | 6,7                           | 250                 |                   |                   |                   |
|                      |                         |                   |                                         |                                          |                               |                     |                   |                   |                   |
| Silniki wysokoprężne |                         |                   |                                         |                                          |                               |                     |                   |                   |                   |
| 1.6 D Drive          | 1560                    | R4                | 109 (80)/4000                           | 240/1750                                 | 13                            | 190                 |                   |                   |                   |
| 1.6 D Drive          | 1586                    | R4                | 115 (84)/3600                           | 270/1500-2750                            | 11,5                          | 190                 |                   |                   |                   |
| 2.0 D                | 1997                    | R4                | 136 (100)/4000                          | 320/2000                                 | 11                            | 200                 |                   |                   |                   |
| D3                   | 1984                    | R5                | 163 (120)/2900                          | 400/1400-2850                            | 9,7                           | 215                 |                   |                   |                   |
| 2.4 D                | 2402                    | R5                | 163 (120)/4000                          | 340/1750                                 | 9,5                           | 215                 |                   |                   |                   |
| 2.4 D                | 2401                    | R5                | 175 (129)/4000                          | 340/1500-2750                            | 8,9                           | 210                 |                   |                   |                   |
| D5                   | 2401                    | R5                | 185 (136)/4000                          | 400/2000                                 | 8,5 AWD: 8,9                  | 225 AWD: 220        |                   |                   |                   |
| D5                   | 2401                    | R5                | 205 (151)/4000                          | 420/1500-3250                            | 8 AWD: 8,5                    | 230                 |                   |                   |                   |
| D5                   | 2401                    | R5                | 215 (158)/4000                          | 420/1500-3000                            | 7,9 AWD: 8,4                  | 230                 |                   |                   |                   |